# Carlos Alonso (piłkarz)
Carlos Alonso (ur. 25 sierpnia 1979) – nikaraguański piłkarz występujący na pozycji obrońcy. Zawodnik klubu Real Estelí.

## Kariera klubowa
Alonso karierę rozpoczynał w 1996 roku w zespole Deportivo Walter Ferretti. W 1998 roku zdobył z nim mistrzostwo Nikaragui. W tym samym roku odszedł do FC Chinandega-ISA. Spędził tam rok. Następnie grał w zespołach Real Estelí oraz Parmalat. W 2002 roku ponownie został graczem Realu Estelí. W sezonie 2003/2004 wywalczył z nim mistrzostwo faz Apertura oraz Clausura.
W 2005 roku Alonso przeszedł do Diriangén FC. W 2006 roku zdobył z nim mistrzostwo Nikaragui. Po tym sukcesie odszedł do ekipy Scorpión FC. Potem grał w zespołach Diriangén FC oraz FC Chinandega, a w 2010 roku po raz kolejny trafił do Realu Estelí. W sezonie 2010/2011 wywalczył z nim mistrzostwo fazy Clausura, a w sezonie 2011/2012 mistrzostwo faz Apertura oraz Clausura.

## Kariera reprezentacyjna
W reprezentacji Nikaragui Alonso zadebiutował w 2000 roku. W 2009 roku został powołany do kadry na Złoty Puchar CONCACAF. Zagrał na nim w meczach z Meksykiem (0:2), Gwadelupą (0:2) oraz Panamą (0:4), a Nikaragua zakończyła turniej na fazie grupowej.